# Martha Plimpton
Pour les articles homonymes, voir Plimpton.
 (janvier 2021).
Si vous disposez d'ouvrages ou d'articles de référence ou si vous connaissez des sites web de qualité traitant du thème abordé ici, merci de compléter l'article en donnant les références utiles à sa vérifiabilité et en les liant à la section « Notes et références ».
Martha Plimpton, née le 16 novembre 1970 à New York (État de New York) est une actrice, scénariste et productrice américaine.

## Biographie
De son vrai nom Martha Campbell Plimpton, native de New York, où elle passa son enfance, Martha Plimpton est la fille de Keith Carradine et de la comédienne-chanteuse Shelley Plimpton, créatrice de Hair.

## Carrière
Elle débute à dix ans dans un spectacle de Joseph Papp et Elizabeth Swados, The Haggadah, et connaît ses premiers succès dans des rôles d'adolescentes pugnaces et rebelles.
Parmi ses nombreux films figurent Mosquito Coast aux côtés de Harrison Ford et River Phoenix, Mrs Parker et le cercle vicieux, Les Complices de Central Park, Pecker, 200 Cigarettes, Marvelous, À bout de course, et bien sûr, le film culte des années 1980, Les Goonies, dans le rôle de Stephanie "Stef" Steinbrenner, le tendre garçon manqué.
Elle a également participé à de nombreuses séries et téléfilms. Apparue le temps de quatre épisodes dans Urgences en 1999, elle change d’hôpital et interprète la mère d’un jeune patient le temps de plusieurs épisodes de Grey's Anatomy.
Elle connaît également une carrière théâtrale prestigieuse. Elle a été notamment acclamée à Broadway pour ses rôles dans The Coast of Utopia (2006–2007), Top Girls (2007–2008), Pal Joey (2008–2009) et Shining City (2006–2007).
Elle s'est distinguée dans des pièces comme Le Baladin du monde occidental, Le Songe d'une nuit d'été, La Ménagerie de verre, Hedda Gabler, The Sisters Rosensweig, Les Chroniques de Heidi et Oncle Vania.
En 2021, elle incarne Megan, une mère conservatrice dans la série dramatique HBO Generation, annulée après une saison,.

### Vie privée
Elle fut pendant quelques années la petite-amie de River Phoenix, avec qui elle partage l'affiche de Mosquito Coast et À bout de course.

## Filmographie

### Cinéma
- 1981 : Une femme d'affaires (Rollover) d'Alan J. Pakula : la fille aînée de Fewster
- 1984 : The River Rat : Jonsy
- 1985 : Les Goonies de Richard Donner : Stef Steinbrenner
- 1986 : A Life in the Day
- 1986 : Mosquito Coast (The Mosquito Coast) de Peter Weir : Emily Spellgood
- 1987 : Le Bayou (Shy People) d'Andreï Kontchalovski : Grace
- 1988 : Un Anglais à New York (Stars and Bars) de Pat O'Connor : Bryant
- 1988 : À bout de course (Running on Empty) de Sidney Lumet : Lorna Phillips
- 1988 : Une autre femme (Another Woman) de Woody Allen : Laura
- 1989 : Silence Like Glass (Zwei Frauen) de Carl Schenkel : Claudia Jacoby
- 1989 : Portrait craché d'une famille modèle (Parenthood) de Ron Howard : Julie Buckman-Lampkin Higgins
- 1990 : Stanley et Iris (Stanley & Iris) de Martin Ritt : Kelly King
- 1992 : A Blink of Paradise : Mère
- 1992 : Inside Monkey Zetterland : Sofie
- 1992 : Samantha (en) : Samantha
- 1993 : Josh and S.A.M. de Billy Weber (en) : Alison (The Liberty Maid)
- 1994 : The Beans of Egypt, Maine : Earlene Pomerleau
- 1994 : Mrs Parker et le Cercle vicieux (Mrs. Parker and the Vicious Circle) d'Alan Rudolph : Jane Grant
- 1995 : Last Summer in the Hamptons : Chloe
- 1996 : I Shot Andy Warhol de Mary Harron : Stevie
- 1996 : Femmes de rêve (Beautiful Girls) : Jan
- 1996 : Les Complices de Central Park (I'm Not Rappaport) : Laurie Campbell
- 1997 : Eye of God : Ainsley DuPree
- 1997 : Colin Fitz : Ann
- 1997 : Le Bayou : Grace
- 1998 : Pecker de John Waters : Tina
- 1998 : Le 'Cygne' du destin (Music from Another Room) : Karen Swan
- 1999 : 200 Cigarettes : Monica
- 2001 : The Sleepy Time Gal : Rebecca
- 2004 : Hair High : Miss Crumbles (voix)
- 2006 : Marvelous : Gwen
- 2007 : Hello Again : Ruth
- 2007 : Dante's Inferno : Celia / Lobbyist Singer / Lizzie Borden (voix)
- 2010 : Remember Me : Helen Craig
- 2010 : Small Town Murder Songs : Sam
- 2011 : Company : Sarah
- 2018 : Honey Bee : Louise
- 2019 : La Reine des neiges 2 : Yelena (voix)
- 2021 : Mass : Gail
- 2025 : Sovereign de Christian Swegal : Lesley Anne

### Télévision

#### Séries télévisées
- 1999 : Urgences : Meg, la jeune serveuse enceinte et droguée  (4 épisodes)
- 2002 : New York, unité spéciale (saison 3, épisode 21) : Claire Rinato
- 2004 : Sept à la maison : Venus
- 2006 : New York, section criminelle (saison 6, épisode 1) : Jo Gage
- 2006 : Surface : Dr Samantha Morris / Mr Big (2 épisodes)
- 2008 : Puppy Love : Leslie
- 2009 : Grey's Anatomy : Pam Michaelson (2 épisodes)
- 2009 : Médium : Rosemary Widdick
- 2009-2013 : The Good Wife : Patti Nyholm (6 épisodes)
- 2010 : Fringe : Sheriff Ann Mathis
- 2010-2011 : How to Make It in America : Edie Weitz (6 épisodes)
- 2010-2014 : Raising Hope  : Virginia (88 épisodes)
- 2015 : Younger : Cheryl Sussman (4 épisodes)
- 2016-2017 : The Real O'Neals : Eileen O'Neal (29 épisodes)
- 2018 : Blacklist : Dr. Sharon Fulton, la psychologue du FBI
- 2018 : The Guest Book : Shelley
- 2018 : The Shivering Truth : (voix)
- 2019-2021 : Vampirina : Briana (voix, 2 épisodes)
- 2019 : At Home with Amy Sedaris : Debbie Jo Jo
- 2019 : Brockmire : Shirley (4 épisodes)
- 2019 : Baroness Von Sketch Show : Margo / Captain Marvellous
- 2020 : Docteur La Peluche : Duchesse de Bedazzle (voix)
- 2020 : Flack : Clara
- 2021 : Generation : Megan (16 épisodes)
- 2024 : The Regime (mini-série) de Stephen Frears : la secrétaire d'État des États-Unis

#### Téléfilms
- 1991 : Ma guerre dans la Gestapo (A Woman at War) : Helene Moszkiewiez
- 1993 : Daybreak : Laurie
- 1993 : Chantilly Lace : Ann
- 1997 : The Defenders: Payback : Mary Jane « M.J. » Preston
- 1998 : The Defenders: Choice of Evils : Mary Jane « M.J. » Preston
- 1998 : The Defenders: Taking the First : Mary Jane « M.J. » Preston
- 2008 : The End of Steve : Lydia

### Comme productrice
- 2004 : Hair High

## Distinctions
- 2012 : Primetime Emmy Award de la meilleure actrice invitée dans une série télévisée dramatique pour The Good Wife